# Pseudocyclosorus tenggerensis
Pseudocyclosorus tenggerensis är en kärrbräkenväxtart som beskrevs av Holtt. Pseudocyclosorus tenggerensis ingår i släktet Pseudocyclosorus och familjen Thelypteridaceae. Inga underarter finns listade.